# Skrbeńsko

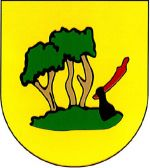
Nieoficjalny herb wsi Skrbeńsko

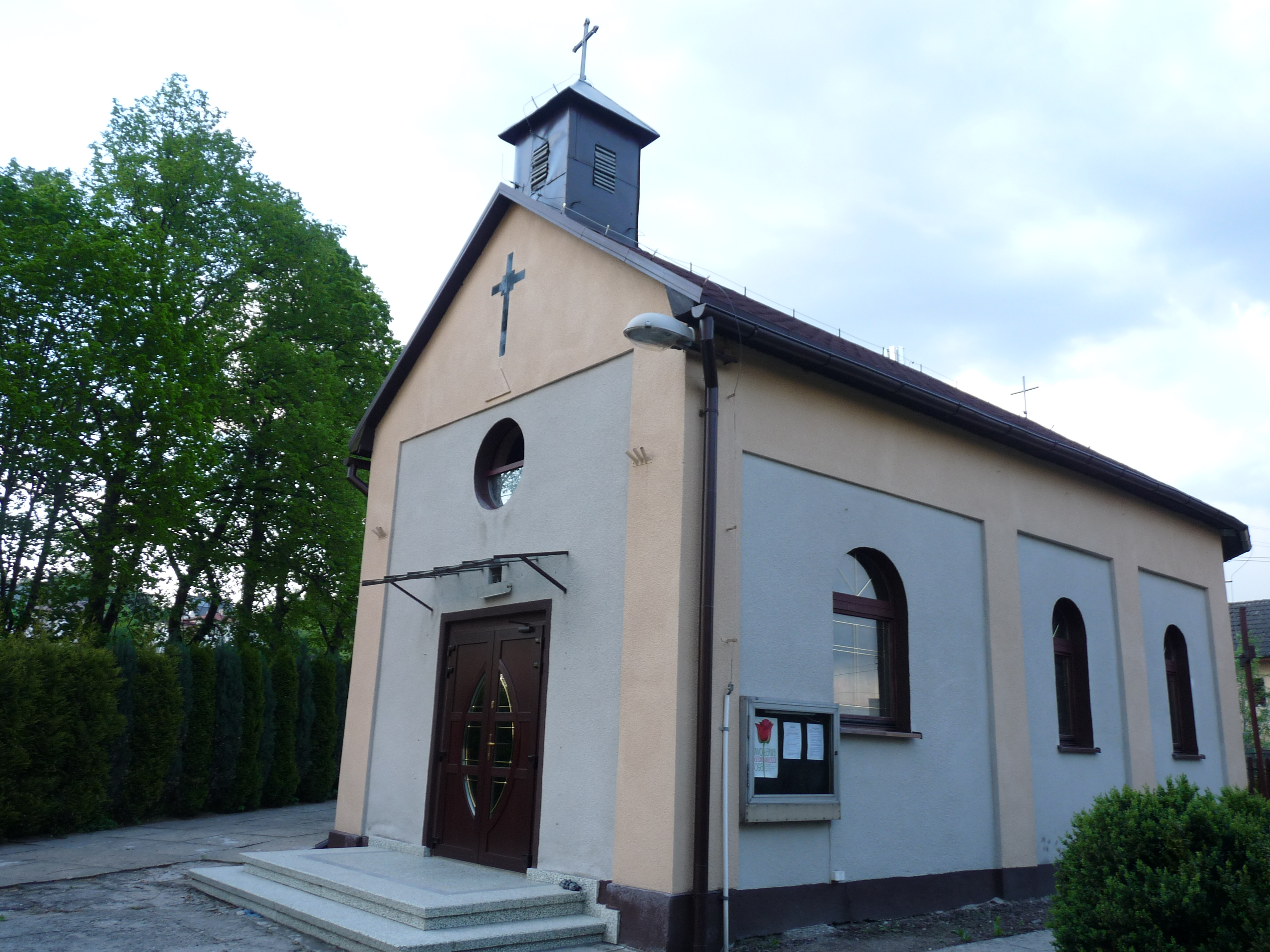
Kościół Najświętszego Serca Pana Jezusa

Skrbeńsko (niem. Skrbenski)– wieś w Polsce położona w województwie śląskim, w powiecie wodzisławskim, w południowej części gminy Godów. Miejscowość zajmuje powierzchnię 119 ha.
W miejscowości znajdują się m.in. dom kultury, kościół i boisko. Funkcjonują m.in. zespół folklorystyczny „Melodia”, Koło Gospodyń Wiejskich.

## Położenie
Miejscowość położona jest w gminie Godów w południowo-wschodniej części powiatu wodzisławskiego. Historycznie leży na Górnym Śląsku na ziemi wodzisławskiej. Najbliższe miasta to Jastrzębie-Zdrój, Wodzisław Śląski oraz Karwina w Czechach. Od strony południowej i wschodniej graniczy z Piotrowicami koło Karwiny (Petrovice u Karviné – Czechy), do których w dniu 22 lipca 2005 roku zostało otwarte przejście graniczne Skrbeńsko-Petrovice u Karviné. Funkcjonowało ono krótko, do czasu przystąpienia Polski i Czech do strefy Schengen (21 grudnia 2007).

## Historia
Przed powstaniem wsi, tereny te należały do Gołkowic w Wodzisławskim Państwie Stanowym. Kolonia w tym miejscu została założona w 1775 przez Maksymiliana Bernharda von Skrbenský’ego, ówczesnego landrata powiatu pszczyńskiego. W rok później przestała stanowić wspólnotę z Gołkowicami.
W latach 1975–1998 miejscowość położona była w województwie katowickim.
W latach 1955–1989 stacjonowała tu strażnica Wojsk Ochrony Pogranicza i funkcjonowała do jej rozformowania 12 grudnia 1989 roku.

## Zabytki i turystyka
- krzyż (1879 r.)
- kaplica, ob. kościół parafialny (1896)
- część zabudowań szkolnych (1903)

Przez miejscowość przebiega „Szlak Zamków nad Piotrówką” – Kończyce Wielkie – Kończyce Małe – Zebrzydowice – Marklowice Górne – Marklowice Dolne – Pierstna – Piotrowice koło Karwiny – Skrbeńsko – Gołkowice (25 km)

## Szkoła w Skrbeńsku[5]
Szkoła w Skrbeńsku została wybudowana w latach od 1902 do 1903, w jej pierwszym roku działalności do szkoły uczęszczało 111 uczniów.
Na początku nauka w szkole prowadzona była w języku niemieckim, jednak w wyniku Powstań Śląskich i plebiscytów od 1922 roku była prowadzona w języku polskim. W czasie II wojny światowej nauka również odbywała się w języku niemieckim, a dla ludności nie władającej tym językiem zostały zorganizowane obowiązkowe kursy w szkole.
W roku 1962 przy starym budynku szkolnym rozpoczęto budowę nowego budynku, który powstał dzięki wspólnym wysiłkom mieszkańców Skrbeńska. Nowy budynek został oddany do użytku w 1964 roku.

## Sport
W Skrbeńsku istnieje klub sportowy LKS Skrbeńsko, który powstał z inicjatyw młodzieży w 1987 roku. Przy założeniu klubu pomagał doświadczony zawodnik pierwszoligowego Górnika Radlin – Tomasz Bożek. Pierwsze sezony klub rozgrywał na boisku w Gołkowicach, ponieważ nie posiadał własnego, na swoim własnym boisku Skrbeńsko gra od 1990 roku. Największym osiągnięciem drużyny jest awans do klasy „A” Podokręgu Rybnik. W klubie istnieją sekcje seniorów i juniorów starszych.